# Лісоруб з Нового Орлеана

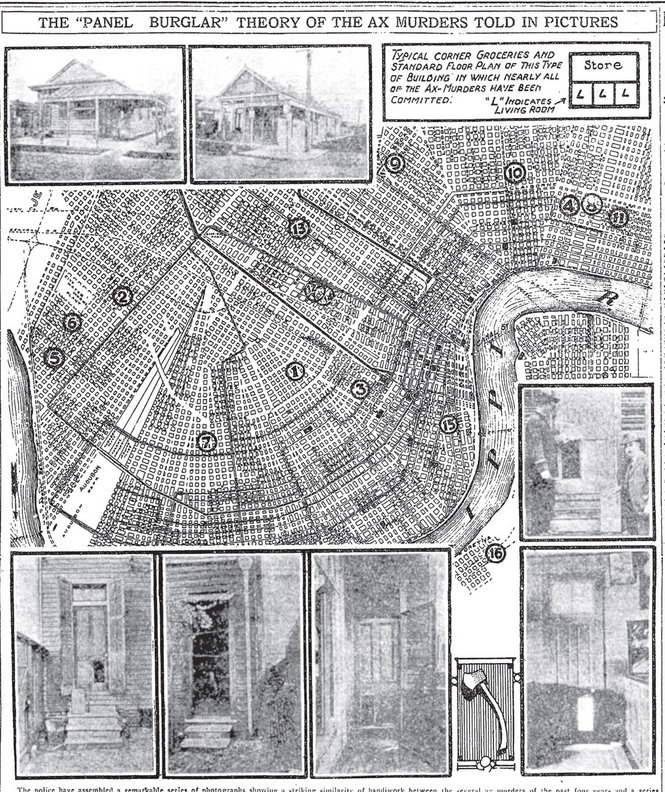
Ілюстративна мапа сцен вбивств Лісоруба. Березень, 1919.

Лісоруб з Нового Орлеана, (англ. The Axeman of New Orleans) — серійний убивця, який діяв у Новому Орлеані (штат Луїзіана, США), а також в околицях із травня 1918 по жовтень 1919 року. Ймовірно, також він скоював злочини й раніше — 1912 року. Вбивця нападав на своїх жертв із сокирою. Іноді за допомогою того ж інструменту він виламував двері, аби потрапити до будинку. Злочини припинились так само неочікувано, як й розпочалися. Поліція так й не змогла упіймати Лісоруба. Його особу досі не встановлено, хоча існує декілька припущень.

## Листи до газети
Не всі жертви Лісоруба гинули. Але дикість його нападів тримала в страхові величезну кількість людей. Першими жертвами були люди італійського походження. Газети писали, що можливо ці вбивства були організовані мафією. Але ця версія відпала після подальших злочинів. Серед жертв Лісоруба були й вагітна жінка, й малолітня дитина, зарубана просто на руках в матері. Лісоруб, здавалося, був натхненний злочинами Джека Різника. Він писав уїдливі листи до міських газет, в яких натякав на майбутні вбивства та стверджував, що він не людина, а демон з пекла.

## Джаз Лісоруба
Найвідомішим є його лист від 13 березня 1919 року, опублікований у газетах. Лісоруб писав, що наступне вбивство відбудеться 19 березня через 15 хвилин після приходу півночі. Він обіцяв не чіпати лише тих людей, які в цей час будуть слухати джаз. 19 березня всі розважальні заклади були переповнені, а професіонали та аматори грали джаз просто на вулиці. Жодних убивств цієї ночі не сталося. Хоча, не всі містяни тоді злякалися Лісоруба. Деякі написали листи у відповідь до газети, в яких запрошували вбивцю навідатись до їхніх домівок та подивитись, хто кого вб'є. Один з мешканців ввічливо попросив Лісоруба не виламувати вхідних дверей й навіть пообіцяв лишити відчиненими вікна.

## «Джазовий» лист Лісоруба
Пекло, березень 13, 1919
Вельмишановні Смертні: Вони мене не спіймали й ніколи не спіймають. Вони ніколи мене не бачили, позаяк я є більш невидимим, аніж ефір довкола вашої землі. Я не людська істота, я — дух та демон з найспекотнішого пекла. Я — той, кого ви, орлеанці, та ваша дурнувата поліція називаєте Лісорубом.
Поки я бачитиму результат, я приходитиму та вимагатиму нових жертв. Я єдиний знаю, хто ними буде. Я не полишу жодного доказу, окрім моєї кривавої сокири, забрудненої кров'ю та мозком того, кого я відішлю скласти мені компанію.
Якщо маєте бажання, то можете сказати поліції бути обережнішими й не дратувати мене. Звичайно ж я розсудливий дух. Я не робив злочинів таким чином, як про це говорить поліція зі своїх досліджень. Фактично, вони настільки тупі, що забавляють не тільки мене, але й Його Сатанічну Величність, Франца Йозефа та інших. Але скажіть їм остерігатися. Скажіть їм, нехай не намагаються викрити мене, бо тоді їм було б краще не народжуватися, аніж накликати на себе гнів Лісоруба! Я не думаю, що варто переживати, бо я відчуваю переконаність в тому, що поліція завжди шахраюватиме, як це робилося в минулому. Вони розумні та знають, як позбутися небезпеки.
Безперечно, ви, орлеанці, думаєте про мене, як про найжахливішого вбивцю, яким я й є, але я можу бути гіршим, якщо забажаю. Якби я захотів, я б приходив до вашого міста щоночі. Я б вирізав тисячі ваших найкращих містян, якби я був у ближчих стосунках з Ангелом Смерті.
Тепер, аби бути точнішим, о 12:15 (за земним часом) увечері наступного вівторка я збираюся пройтися Новим Орлеаном. У моєму нескінченному милосерді я хочу зробити вашим людям невелику пропозицію. От вона: Я дуже люблю джаз, тож я присягаюся всіма дияволами підземелля, що пощаду заслужать ті люди, які будуть слухати джаз у будь-якому домі та будь-якого виконавця в той час, який я вже зазначив. Якщо всі будуть слухати джаз, що ж, це буде найкращим для вас. Єдина певна річ — це якщо хтось з вас, люди, не робитиме джазу вночі у вівторок (якщо такі будуть), то такі дістануть сокиру.
Що ж, так як мені вже холодно й я прагну тепла рідного Тартару, зараз я маю покинути ваш земний дім, тож я закінчую свого листа. Сподіваюсь, що ви опублікуєте його, що було б на краще для вас. Таким чином, я був, є та буду найгіршим духом, який коли-небудь існував чи то в реальності, чи у фантазії.
Лісоруб.

## Підозрювані
Кримінальний оглядач Колін Вілсон припускав, що Лісорубом, можливо, був такий собі Джозеф Момфр. У грудні 1920 року його нібито застрелила удова Майка Пепітоуна, останньої відомої жертви Лісоруба. Ця версія Вілсона стала доволі популярною. Але інший оглядач, Майкл Н'ютон, дослідивши всі можливі поліцейські зведення та судові протоколи, а також архіви газет, не зміг знайти жодних даних про людину на ім'я Джозеф Момфр. Також він не знайшов жодної інформації про те, що вдова Пепітоун була заарештована за вбивство чоловіка. Вдалося виявити лише один факт. 16 травня 1912 року невідомий зловмисник заліз у будинок та застрелив італійську сімейну пару. Чоловікові вдалося вижити, його дружина померла. У газетах головним підозрюваним було згадано людину на прізвище Момфр. Якщо Момфр й дійсно був Лісорубом, то італійці стали першими жертвами майбутнього серійного вбивці.

## Невдалі напади Лісоруба

### Жертви, які вижили
- 6 червня 1918 року (за іншими даними — 28 червня того ж року[3]), майже за два тижні після вбивства першої жертви Лісоруба Джозефа Маджіо (Joseph Maggio), було вчинено напад на бакалійника Луі Боссумера (Louis Bossumer. За деякими джерелами ім'я бакалійника подається як Louis Besumer — Луі Безумер[3]) та його цивільну дружину Енні Гарріет Лов (Annie Harriet Lowe. За деякими джерелами ім'я пані Лов подається як Anna — Анна[3]). Злочин було викрито пекарем Джоном Занцею, який вранці приїхав до бакалійної крамниці Боссумера під час звичного розвезення своєї продукції. Занца виявив на свій подив, що крамниця досі зачинена, чого раніше не бувало, й вирішив зайти через задні двері, які вели в помешкання Боссумера. Після того, як Занца постукав у двері, на порозі з'явився закривавлений господар. Все, що він зміг зробити, це вказати на двері спальні. Коли Джон Занца увійшов туди, то знайшов там закривавлене тіло Енні Гарріет Лов, яка була непритомна, але ще лишалася живою. Занца викликав поліцію та медиків. Поліція, яка прибула на місце злочину, знайшла низку доказів, які зазвичай лишав після себе Лісоруб: закривавлена сокира, долото біля задніх дверей, яким було пробито в них діру. Також, що було відмінним від інших нападів, від ліжка Боссумера вели криваві сліди босих ніг. Перед тим, як померти, Енні Лов заявила, серед інших своїх свідчень, що напад на неї здійснив сам Луі Боссумер, якого вона вважала за німецького шпигуна (хоча спочатку Енні заявляла, що напад було здійснено молодим «мулатом»). Ця інформація потрапила до преси, яка розвинула дане припущення. Після того, як Луі Боссумер вийшов з лікарні, його було заарештовано за напад та вбивство Анни Гарріет Лов. Подальша доля першої жертви Лісоруба, яка вижила, невідома. Хоча існують припущення, що після наступної атаки Лісоруба на місто, Луі Боссумера було звільнено з-під варти (так, кримінальний історик Майкл Н'ютон зазначає, що 1 травня 1919 року Луі Боссумера було виправдано[3]).[4][5]
- 5 серпня 1918 року було вчинено напад на вагітну місіс Едвард Шнайдер (Mrs. Edward Schneider). Вона випадково прокинулась серед ночі просто за секунду до того, як на її голову опустилась сокира. Вона закричала, на крик збіглись сусіди. Вони знайшли непритомну вагітну жінку з пошкодженою головою та кількома вибитими зубами (за іншими даними жінку знайшов її чоловік бізнесмен, який затримався на роботі). Місіс Шнайдер вижила й за три тижні народила здорову дівчинку. Все, що місіс Шнайдер могла сказати про нападника, це те, що він був високим темним чоловіком. Преса після цього нападу вперше назвала нападника «Лісорубом»[4][5]
- 10 березня 1919 року було вчинено напад на сім'ю бакалійника з Ґретни Чарльза Кортімільї (Charles Cortimiglia). Сім'я проживала в будинкові на розі вулиці Джефферсон та Другої. На крики дружини бакалійника Роуз Кортімільї в будинок увірвався сусід Орландо Джордано (за іншими даними Iorlando Jordano — Йорландо Джордано). Він побачив страшну картину— Роуз тримала на руках мертву дворічну доньку Мері, поруч у калюжі крові лежав її чоловік Чарльз, у самої ж Роуз була розбита голова. Після того, як Роуз вийшла з лікарні, вона заявила, що напад на її родину вчинили батько й син Орландо та Френк Джордано (Frank Jordano), її сусіди. Їх було заарештовано та засуджено до смертної кари (Френк Джордано) та довічного ув'язнення (Орландо Джордано). Суд не звернув уваги на надмірну вагу Френка, яка не дозволила б йому перестрибнути через паркан на задньому дворі; на свідчення свідків, які заявляли, що першим, кого Роуз звинуватила в нападі, був її чоловік Чарльз; на те, що під час слідства в справі Кортімільї, Лісорубом було надіслано листа до місцевої газети «New Orleans Times-Picayune», який є більш відомим як «Джазовий лист Лісоруба з Нового Орлеана». Пізніше Роуз Кортімілья, смертельно хвора на віспу, зізналась, що обмовила сім'ю Джордано, й батька та сина було звільнено з-під варти.[4][5] Один з дослідників, Майкл Н'ютон, подає інформацію про те, що Чарльз Кортімілья після нападу вижив й навіть брав участь у судовому розгляді справи Джордано як свідок захисту (справу було розпочато 21 травня 1919 року). Після судового вироку Чарльз розлучився з Роуз, яка невдовзі була заарештована за проституцію (в листопаді того ж року). 7 грудня 1920 року Роуз зізналась, що обмовила сім'ю Джордано.[3]
- 10 серпня 1919 року на бакалійника Стіва Боку (Steve Boca) в його будинкові на Елізіан Філдс Авеню було вчинено напад. Нападник кілька разів ударив Боку по голові сокирою. Поранений Стів Бока вирушив до свого друга, який жив за півкварталу, Франка Ґенузи (Frank Genusa). Франк обробив рани друга й викликав поліцію. Стів Бока вижив, але не зміг дати жодних корисних свідчень у справі.[4][5]
- 3 вересня 1919 року[6] (за іншими даними — 3 серпня того ж року)[4] вночі було здійснено напад на 19-річну Сару Ломенн (Sarah Laumann), якій вдалось вижити й відійти від поранень, завданих нападником. Дивність даного нападу Лісоруба було те, що він потрапив у будинок жертви не через задні двері, як зазвичай, а зламавши віконниці; сокиру було покинуто не в квартирі, а на газоні перед будинком[3]. Також Сара Ломенн не належала ані до італійської общини, ані не була власницею бакалійної крамниці. Й хоча жертва в даному випадкові вижила, жодних корисних відомостей про нападника вона повідомити не змогла. До речі, не лише стосовно дати нападу існують непорозуміння — за деякими джерелами (в тому числі й у російській версії Вікіпедії) зазначено, що після нападу Сара померла в лікарні.

### Невдалі напади, які приписували Лісорубові[4]
- Зранку 11 серпня 1918 року Ел Дуранд (Al Durand) знайшов на своєму задньому дворі біля дверей сокиру та долото. Двері були пошкоджені, але, очевидно, виявились занадто міцними для нападника.
- 11 серпня 1918 року Лісоруба нібито бачили перевдягнутим у жінку поблизу крамниці «Тюлейн та Брод» (Tulane and Broad). Відразу ж було організовано переслідування, але воно не мало результату.
- 21 серпня 1918 року один з мешканців міста повідомив, що бачив людину, яка перестрибувала через паркан в нього на задньому дворі. Відразу ж було влаштовано переслідування підозрюваного, але він зник.
- Наприкінці серпня бакалійник Пол Лобелла (Paul Lobella), повернувшись додому, побачив, що задні двері в його будинкові було зламано.
- Наприкінці серпня, того ж дня, коли було здійснено напад на будинок Лобелли, бакалійник Джозеф Ле Буф (Joseph Le Bouef) повідомив про нічний напад на його будинок. Зловмисник намагався зламати задні двері його будинку, але Ле Буф злякав його. На сходах власник знайшов сокиру.
- Наприкінці серпня, наступного дня після нападу на будинок Ле Буфа та Лобелли, на подвір'ї бакалійника А. Рекнаґля (A. Recknagle) було знайдено сокиру, задні двері його помешкання було пошкоджено.
- 15 вересня 1918 року бакалійник Пол Дюрел (Paul Durel) відкрив, що його будинок також було атаковано. Зловмисник не зміг потрапити до помешкання Дюрела через задні двері через ящик з помідорами, який підпирав двері зсередини.
- 2 вересня 1919 року аптекар на ім'я Вільям Карсон (William Carson) зробив декілька пострілів у зловмисника, який увірвався в його будинок. Злодій втік без поранень, але покинув біля будинку сокиру, якою виламав двері.

## Жертви Лісоруба
- 22 травня 1918 року — перший напад Лісоруба, який було здійснено на сім'ю італійського бакалійника Джозефа Маджіо (Joseph Maggio). Злочин було виявлено двома братами Джозефа — Ендрю та Джейком Маджіо, які спали в сусідній кімнаті. Ближче до ранку, о четвертій годині, Джейк прокинувся від дивних звуків, які долинали зі спальні Джозефа та його дружини Кетрін. Він кілька разів постукав у стіну, але відповіді не почув, тоді він розбудив Ендрю й вони вдвох увійшли в кімнату подружжя. Вони побачили, що двері в кімнату зламані, поруч з ними лежало долото. Ліжко Джозефа та Кетрін було залите кров'ю, Джозеф ще подавав ознаки життя, Кетрін уже була мертвою. Поки на місце вбивства прибула поліція, Джозеф також сконав. Офіцер Гейтнер, який прибув на виклик, оглянув помешкання бакалійника й знайшов кілька доказів, окрім уже зазначеного долота: закривавлену сокиру та купу чоловічого одягу, покинуті у ванній кімнаті, а також бритву, яка лежала на ліжкові поруч з тілом Кетрін Маджіо. Як виявилось, цією бритвою, яка належала Ендрю Маджіо, було перерізано горло жінки. Медики встановили, що смерть Кетрін Маджіо настала між другою та третьою ночі, тоді як приблизно о другій годині сусіди бачили Ендрю Маджіо на ґанкові будинку. Обох братів відразу ж було заарештовано й допитано як підозрюваних у скоєнні злочину. Через добу Джейка Маджіо було звільнено з-за ґрат, а Ендрю продовжували допитувати. В ході розслідування, було встановлено, що бритву Ендрю, який працював перукарем, приніс за кілька днів до вбивства зі свого салону, аби у вільний час полагодити її. Також Ендрю повідомив, що в ту ніч він був у стані сильного алкогольного сп'яніння, а отже навряд чи міг спромогтися на такий злочин суто фізично. До всіх цих свідчень Ендрю також додав той факт, про який раніше мовчав, — це те, що коли він заходив напідпитку в помешкання, то побачив неподалік від входу постать людини, але не придав цьому значення. Поліція не повірила Ендрю й продовжувала його підозрювати у вбивстві брата та його дружини, але через брак доказів змушена була його звільнити.[5]
- 6 червня 1918 року було вчинено напад на бакалійника Луї Боссумера (Louis Bossumer) та його цивільну дружину Енні Гарріет Лов (Annie Harriet Lowe). Луї дістав важкі поранення, але вижив, його ж коханка Енні Лов померла в лікарні 5 серпня 1918 року[3].
- 10 серпня 1918 року було вбито Джозефа Романо (Joseph Romano), італійського бакалійника, який жив зі своїми племінницями Полін та Мері Бруно. Полін прокинулась на світанкові від дивних звуків, схожих на удари, що долинали з кімнати її дядька. Вона сіла на ліжкові й раптом побачила темний силует біля себе. Вона перелякано крикнула, й силует зник. Пізніше Полін розповідала, що він ніби вилетів з кімнати на крилах — настільки плавно та швидко силует рухався. Впоравшися зі страхом, сестри Полін та Мері увійшли в кімнату свого дядька й знайшли його ледь живим. Все довкруги було залито кров'ю. Джозеф зміг лише прошепотіти: «Я не знаю, хто це зробив», помер він дорогою до лікарні. Огляд місця злочину виявив ті самі докази, що й раніше: двері було пробито долотом, у дворі лежала закривавлена сокира.[5]
- 10 березня 1919 року напад Лісоруба відбувся в передмісті Нового Орлеана — в містечкові Ґретна, яке знаходиться на іншій стороні Міссіссіппі просто навпроти Нового Орлеана. Цього разу нападу піддалася сім'я італійського бакалійника Чарльза Кортімільї (Charles Cortimiglia), яка, окрім нього, складалася з дружини Розі та дворічної доньки Мері. Мері загинула відразу ж, Чарльз помер трохи пізніше (за іншими даними — він вижив), Роуз же вдалося вижити.
- 27 жовтня 1919 року було вчинено останнє вбивство, яке приписують Лісорубові. На світанкові в будинку італійського бакалійника Майка Пепітоне (Mike Pepitone) чулися звуки боротьби, від яких прокинулась дружина власника, що спала в іншій кімнаті з шістьма дітьми. Місіс Пепітоне (за різними документами того часу її ім'я подається по-різному, тому важко визначити, як звали її насправді: Естер (Esther) чи Пасква (Pasqua). Називатимемо її просто місіс Пепітоне)[7] пішла в кімнату свого чоловіка, аби перевірити, що там відбувається. Біля дверей, що вели до його спальні, місіс Пепітоне наштовхнулась на людину, яка звідти тікала. Увійшовши в кімнату, місіс Пепітоне побачила закривавленого Майка, поруч лежала сокира. На виклик прибув заступник начальника поліції Бен Конкоран, який виявив, що задні двері помешкання Пепітоне було зламано так само, як й у попередні рази. Самого ж Майка Пепітоне було доставлено в лікарню, де він і помер наступного ранку. На допиті місіс Пепітоне заявила, що бачила не одного, а двох «великих» чоловіків.[5]

## В масовій культурі

### В музиці

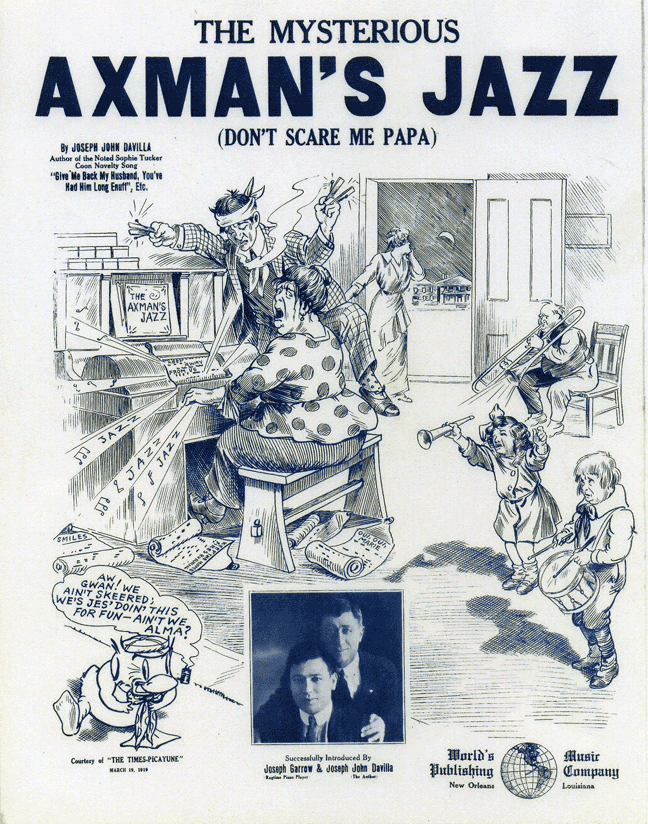
Обкладинка платівки Джозефа Джона Девілла 1919 року

- 1919 року місцевий музикант Джозеф Джон Девілла склав пісню «Джаз таємничого Лісоруба (не лякайте мене, Тато)». На обкладинці платівки було зображено перелякану сім'ю, що грає на музичних інструментах.
- Австралійська рок-група «Beasts of Bourbon» випустила 1984 року альбом, названий «Джаз Лісоруба».
- В пісні «Deathjazz» (2007 в музиці) американської рок-групи «One Ton Project» говориться про Лісоруба.
- «Джаз Лісоруба» (2009 рік) виконавця «SunMan24» — говориться про сни Лісоруба.

### В літературі
- 1945 року в книзі «Колекція народних оповідань Луїзіани» була глава «Джаз Лісоруба», яка відновила інтерес до злочинця. На обгортці книги був той самий малюнок, як й на музичному альбомі 1919 року.
- Письменниця Джулі Сміт 1991 року написала роман «Джаз Лісоруба».
- Злочини Лісоруба також згадано в оповіданні Поппі Брайт «Муссоліні та Джаз Лісоруба», 1997 рік.
- У книзі Чака Паланіка «Привиди» (2005 рік) є згадки про Лісоруба.